# Приказки по телефона
„Приказки по телефона“ (на италиански: Favole al telefono) е книга на италианския писател Джани Родари.
Това са кратки, забавни приказки, които счетоводител на име Бианки разказва на своето момиченце. Бианки бил търговски пътник и шест дена в седмицата продавал лекарства, кръстосвайки цяла Италия на изток, на запад, на юг, на север и по средата. В неделя се връщал у дома, а в понеделник сутрин отново тръгвал на път. Но преди да тръгне, неговото момиченце му казвало, че иска всяка вечер по една приказка. Затова, където и да се намирал, точно в девет часа счетоводителят Бианки искал да го свържат с Варезе и разказвал на своето момиченце приказки по телефона. Щом господин Бианки поръчвал Варезе, госпожиците от централата прекъсвали всички разговори, за да слушат неговите приказки. И как иначе – някои наистина са много хубави.
Някои от тях са:
- Злополучния ловец
- Разходката на един разсеян
- Да измисляме числа
- Носът на краля
- Женицата, която брояла кихавици
- Алиса пада в морето
- Младият рак
- Старите Пословици
- Долу деветката
- Невидимият Тонино
- Много въпроси
- Добрият Джилберто
- Подвижният тротоар
- Преминал с отличен плюс две
- Бърканица в приказките